# 扶廷修
扶廷修（1912年4月—1966年9月12日），男，曾用名扶少淮、符庭修，河南光山县扶家榨人，中华人民共和国军事人物，中国人民解放军开国少将，曾任西藏军区副参谋长，西藏自治区政协副主席。

## 生平
两岁丧父。1930年8月参加中国工农红军。1930年12月加入中国共产党。
1941年5月初，新四军第四师反顽战斗失利，撤往淮北津浦路东。扶廷修率师部骑兵连及第31团、第32团的两个骑兵连组成骑兵营并任营长，附电台1部，留在路西淮上地区与国民党骑兵部队周旋两个多月，收容新四军伤病人员和抗日民主政府失散人员，先后三次护送干部共500多名到路东抗日根据地，最后胜利的返回路东，在岔河整编为骑兵大队。
1941年9月，扶廷修带一、二营和警卫连的1个排在淮阴林家码头（今林集镇）保护秋收，遭到日军500余人和伪军1000余人进攻，在连续两次打退敌人进攻后突围。
1955年荣获二级八一勋章、二级独立自由勋章、二级解放勋章。1964年晋升少将军衔。1966年在成都因白血病病逝。

## 家人
- 子：扶庆浪